# Colin Dunnage
Colin Rosslyn Dunnage (* 10. Oktober 1896; † 7. November 1969) war ein australischer Politiker der Liberal and Country League (LCL), der unter anderem von 1941 bis 1969 Mitglied sowie von 1956 bis 1962 Vorsitzender der Ausschüsse und dadurch stellvertretender Sprecher des House of Assembly war.

## Leben
Colin Rosslyn Dunnage begann seine politische Laufbahn für die Liberal and Country League (LCL) in der Kommunalpolitik und war unter anderem Mitglied des Rates von Unley City. Als Nachfolger von James McGregor Soutar wurde er im Juli 1939 Bürgermeister von Unley City und bekleidete das Amt bis zu seiner Ablösung durch Keith Bentzen im Juni 1941.
Bei der Wahl am 29. März 1941 für die LCL im Wahlkreis Unley erstmals zum Mitglied des South Australian House of Assembly gewählt, des Unterhauses des Parlaments von South Australia, und konnte sich dabei gegen den bisherigen parteilosen Wahlkreisinhaber John McLeay Sr. durchsetzen, der später Mitglied und Sprecher des Australischen Repräsentantenhauses war. Er vertrat diesen Wahlkreis bis zu seinem Verzicht auf eine erneute Kandidatur bei der Wahl am 3. März 1962, woraufhin Gil Langley von der Australian Labor Party diesen Wahlkreis übernahm. Während seiner Parlamentszugehörigkeit war er zwischen dem 20. Juli 1944 und dem 19. Juli 1945 sowie erneut vom 26. Juni 1947 bis zum 27. Juni 1950 Mitglied des Gemeinsamen Ausschusses für nachgeordnete Gesetzgebung (Joint Committee on Subordinate Legislation). Später gehörte er zwischen dem 28. Mai 1954 und dem 10. Mai 1956 dem Parlamentarischen Ausschuss für öffentliche Arbeiten (Parliamentary Standing Committee on Public Works) als Mitglied an. 
1956 wurde Colin Dunnage als Nachfolger seines zum Sprecher (Speaker) gewählten Parteifreundes Berthold Teusner als Deputy Speaker and Chairman of Committees zum stellvertretenden Sprecher und Vorsitzenden der Ausschüsse der Legislativversammlung gewählt und bekleidete diese Funktionen bis zu seinem Ausscheiden aus dem House of Assembly am 2. März 1962, woraufhin Bert Teusner diese Funktionen wieder übernahm.

## Hintergrundliteratur
- Parliament of South Australia: Statistical Record of the Legislature 1836–2007 (Memento vom 11. März 2019 im Internet Archive)

## Weblink
- Mr Colin Dunnage. In: Parlament von South Australia. Abgerufen am 12. April 2024 (englisch).